# Плешне
Плешне (чеш. Plešné jezero) — озеро в горах Чехии, Южночешский край. Площадь составляет 7,48 га, объём воды 617 000 м³. Максимальная глубина около 18 м.
Это ледниковое озеро, образовавшееся в последнюю ледниковую эпоху. Имеет овальную форму. Окружено хвойным лесом. Простирается примерно на 507 метров в длину. Его наибольшая ширина 180 метров.